# Sandy Park
Der Sandy Park ist ein Rugby-Union-Stadion in der englischen Stadt Exeter, Grafschaft Devon, Vereinigtes Königreich. Es ist die Spielstätte der Exeter Chiefs, die seit der Saison 2010/11 in der höchsten englischen Rugby-Union-Liga spielen. Die neue Heimat der Chiefs wurde am 1. September 2006 eingeweiht, damals noch mit nur 8.000 Plätzen, und kostete 15 Millionen £. Der Neubau ersetzte den alten County Ground. Nach dem Aufstieg in die Aviva Premiership 2010/11 wurde das Stadion auf seine heutige Größe erweitert.
Neben der Sportstätte wurde der Sandy Park auch als Veranstaltungs- und Konferenz-Zentrum konzipiert. Es stehen im Sandy Park Conference & Banqueting Center vier große und elf kleinere Räume zur Verfügung. Durch bewegliche Wände lassen sich die Räume für vier bis 475 Personen ausstatten. Des Weiteren können auch Hochzeiten, Familienfeiern und andere Festlichkeiten ausgerichtet werden.
Im Jahr 2011 stimmten die Vereinsmitglieder dem Ausbau des Stadions auf rund 20.000 Plätze zu. Ein genauer Zeitpunkt steht dafür aber nicht fest.

## Bildergalerie

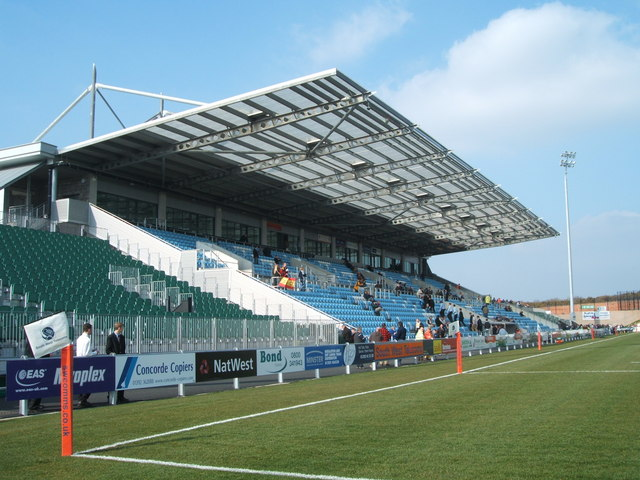
Die Haupttribüne
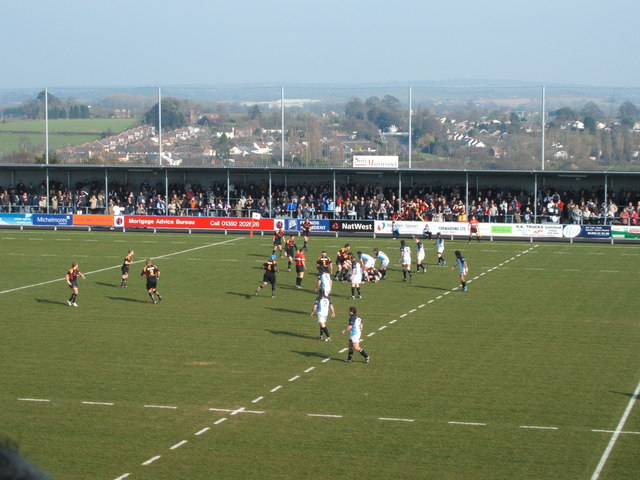
Die Stehplatztribüne auf der Gegenseite